# Xinjiangtitan
Xinjiangtitan is een geslacht van plantenetende sauropode dinosauriërs dat tijdens het middelste Jura leefde in het gebied van de huidige Volksrepubliek China. De enige benoemde soort is Xinjiangtitan shanshanesis.

## Vondst en naamgeving
Vanaf 2007 worden in het oosten van de provincie Xīnjiāng opgravingen verricht door de universiteit van Jilin en het Xinjiang Geological Survey Institute. In 2012 werden acht kilometer ten zuiden van Qiketai in het district Shanshan de resten gevonden van een reusachtige dinosauriër. Deze werden langzaam blootgelegd. In 2013 besloten de lokale autoriteiten dat de vondst zo spectaculair was dat deze in situ bewaard moest blijven. Het exemplaar zou dus niet helemaal vrijgemaakt worden, maar in het gesteente getoond terwijl men er een museum om zou bouwen. Tegelijkertijd oefenden ze druk uit op de paleontologen om de dinosauriër meteen maar een naam te geven, hoewel de opgravingen nog in volle gang zijn.
In september 2013 benoemden en beschreven Wu Wenhao, Zhou Changfu, Oliver Wings, Toru Sekiya en Dong Zhiming de typesoort Xinjiangtitan shanshanesis. De geslachtsnaam verbindt de naam van Xinjiang met titan, een gebruikelijk element in de namen van sauropoden wegens hun titanische omvang; deze soort is daarbij bijzonder groot.
De soortaanduiding verwijst naar de herkomst uit Shanshan en had eigenlijk "shanshanensis" moeten luiden; de spelfout kan niet meer worden hersteld.
Het holotype, SSV12001, is gevonden in een laag van de Qijuformatie die dateert uit het Callovien en ongeveer 164,6 miljoen jaar oud is. Het bestaat uit een gedeeltelijk skelet zonder schedel. Tot nu toe zijn blootgelegd: twee halswervels, twaalf ruggenwervels, vijf sacrale wervels, twee staartwervels, nekribben, borstribben, een stuk darmbeen, beide schaambeenderen, een rechterzitbeen, een linkerdijbeen, een linkerscheenbeen, een linkerkuitbeen en een vierde of vijfde middenvoetsbeen. Doordat de beenderen niet uit het gesteente losgemaakt mochten worden, is hun oriëntatie en identiteit lastig te bepalen. Zo kunnen de laatste halswervel en de eerste ruggenwervel ook beschouwd worden als een reeks van twee cervicodorsale wervels. Van het exemplaar is de nek grotendeels weggeërodeerd en veel wervels tonen erosieschade. Men heeft de hoop uitgedrukt dat de reeks staartwervels zich verder in de rots zal voortzetten. Het fossiel is eigendom van het Shanshan County Geology Museum.

## Beschrijving

### Grootte en onderscheidende kenmerken

Een vergelijking in grootte met een mens

Xinjiangtitan is een reusachtige sauropode waarvan de lichaamslengte geschat is op dertig à tweeëndertig meter. Het is daarmee een van de grootste bekende landdieren. Gregory S. Paul schatte in 2015 het gewicht van een xinjiangtitan van dertig meter op veertig ton.
De beschrijvers wisten enkele onderscheidende kenmerken vast te stellen. De voorlaatste halswervel heeft een kiel welke een halfrond uitsteeksel vormt onder het voorste centrumfacet. De nekbasis is erg langwerpig met 65% van de lengte van het dijbeen plus scheenbeen. De eerste sacrale rib staat los van het darmbeen. Het dijbeen is zeer robuust met een breedte van het onderste uiteinde die 33% bedraagt van de schachtlengte.

### Skelet
De langste gevonden nekribben hebben een lengte meer dan twee meter. De beschrijvers gaan ervan uit dat de halswervels in zijaanzicht waarneembaar zijn en dat het grootste deel van hun profiel authentiek is en niet het effect van erosie en compressie. In dat geval bevinden zich aan hun onderkanten vreemde kielen. De beschrijvers gaan in beginsel uit van een totaal van twaalf ruggenwervels. Deze zijn allen amficoel, met uitgeholde voorste en achterste centrumfacetten. Ook de eerste wervel lijkt een kiel te hebben. De achterste ruggenwervels zijn niet vergroeid. Door erosie is zichtbaar dat de interne structuur van het bot luchtkamers bevat. Vanaf de negende ruggenwervel zijn de wervels sterk ingesnoerd en rond in dwarsdoorsnede. Ze hebben doornuitsteeksels die ongeveer vier keer zo lang zijn van voor naar achter dan overdwars breed. De totale lengte van de rug is 322 centimeter.
De vijf sacrale wervels zijn ongeveer even lang; de vierde is het langst, de vijfde het kortst. Ook de sacrale wervels zijn ingesnoerd en hebben aan de onderzijde geen kiel of groeve. Van de eerste sacrale wervel raakt de rib het darmbeen niet, zodat het eigenlijk een dorsosacrale wervel is. Het heiligbeen als geheel is boogvormig gekromd.
Het rechterschaambeen is 1045 millimeter lang. De schacht van het schaambeen is plat zonder veel torsie om de lengteas. Het uiteinde eindigt in een verbrede "voet". Aan de bovenste binnenste voorkant is er een sterk verbrede kam of richel als aanhechting voor de Musculus ambiens. De kam loopt relatief ver naar beneden door. Van het zitbeen, waarvan alleen de bovenkant blootgelegd is, is de buitenzijde glad en licht bol in het midden.
Het dijbeen is opvallend robuust, met een sterk verbreed onderste uiteinde. Het is 165 centimeter lang en het nauwste punt van de schacht heeft een omtrek van tachtig centimeter. De bovenste verbreding bedraagt 18% van de schachtlengte. De dwarsdoorsnede van de schacht is rond. De schacht lijkt aan de binnenste achterzijde een sterk ontwikkelde vierde trochanter te hebben met een driehoekig profiel. Het scheenbeen heeft met achtennegentig centimeter ongeveer 59% van de lengte van het dijbeen, wat vrij gebruikelijke proporties zijn voor een afgeleide sauropode.

## Fylogenie
Xinjiangtitan is door zijn beschrijvers na een cladistische analyse in de Mamenchisauridae geplaatst, als zustersoort van Mamenchisaurus. Wat een meer afgeleide positie doet vermoeden zijn het grote ambiens-uitsteeksel op het schaambeen, de relatief korte achterpoot en de ver uitstekende vierde trochanter.